# Torneo Apertura 2011 (Colombia)
El Torneo Apertura 2011 fue la septuagésima tercera edición de la Categoría Primera A de fútbol profesional colombiano, siendo el primer torneo de la temporada 2011. Comenzó a disputarse el 6 de febrero y terminó el 18 de junio. Al final se coronó como nuevo campeón Atlético Nacional, club que obtuvo el primer cupo para representar a Colombia en la Copa Libertadores 2012.

## Novedades

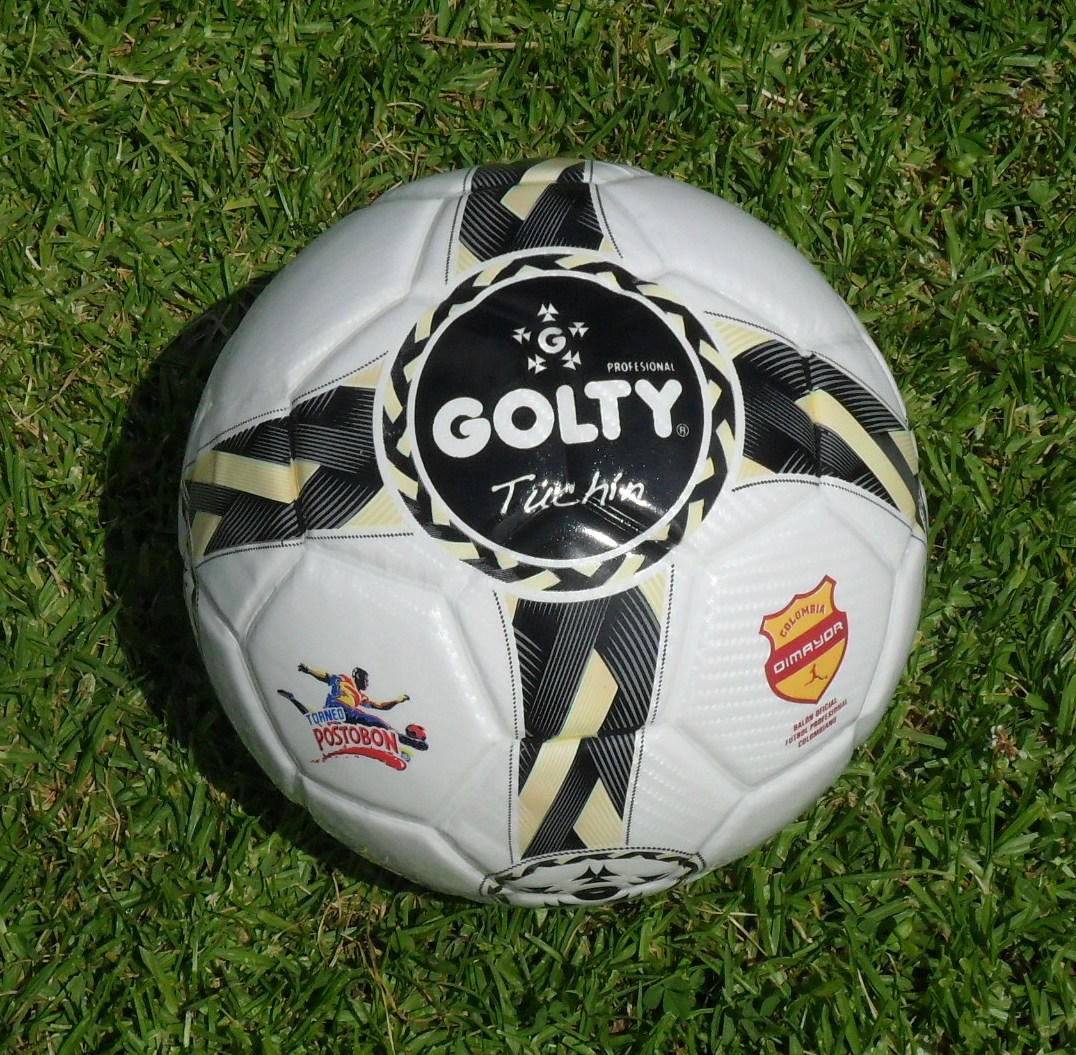
Tuchín, el balón oficial del fútbol colombiano en 2011.

### Sistema de juego
En la primera etapa se jugaron 18 fechas bajo el sistema de todos contra todos, al término de los cuales los ocho primeros avanzaron a una serie cuartos de final mediante eliminación directa o playoffs, lo cual supone un nuevo cambio en el sistema del campeonato que regirá en los dos torneos de 2011.
Se realizó un sorteo para los cuartos de final, donde los cuatro primeros serán cabezas de serie y los cuatro restantes serán sorteados para definir los emparejamientos. Los ganadores disputaron las semifinales para encontrar los dos equipos que disputarán la gran final. Al final el campeón fue el Atlético Nacional, que obtuvo su undécimo título y un cupo a la fase de grupos de la Copa Libertadores 2012.

### Cupo máximo de jugadores
Para la temporada 2011 los equipos solamente podrán inscribir 25 jugadores profesionales en su plantilla, con excepción de los clubes que participarán en torneos internacionales (Junior, Once Caldas, Deportes Tolima, Santa Fe, La Equidad y Deportivo Cali) que podrán incluir a cinco más, sin contar a los que jueguen en el Campeonato Nacional Sub-20 que podrán ser tenidos en cuenta en la Liga.
La reducción en la cantidad de futbolistas profesionales en las nóminas de los equipos se debe a una autorregulación consensuada entre los clubes, como expresó el presidente de la División Mayor del Fútbol Colombiano, Ramón Jesurún.

### Relevo anual de clubes
| Ascendido a la Primera A                  |
| ----------------------------------------- |
| Itagüí Ditaires (Campeón de la Primera B) |

| Descendido a la Primera B          |
| ---------------------------------- |
| Cortuluá (Peor promedio acumulado) |

## Datos de los clubes
| Equipo                 | Entrenador         | Departamento       | Ciudad       | Estadio                        | Aforo  |
| ---------------------- | ------------------ | ------------------ | ------------ | ------------------------------ | ------ |
| América de Cali        | Álvaro Aponte      | Valle del Cauca    | Palmira      | Francisco Rivera Escobar       | 9.000  |
| Atlético Huila         | Guillermo Berrío   | Huila              | Neiva        | Guillermo Plazas Alcid         | 27.000 |
| Atlético Nacional      | Santiago Escobar   | Antioquia          | Medellín     | Atanasio Girardot              | 41.000 |
| Boyacá Chicó           | Alberto Gamero     | Boyacá             | Tunja        | La Independencia               | 20.000 |
| Cúcuta Deportivo       | Juan Carlos Díaz   | Norte de Santander | Cúcuta       | General Santander              | 45.000 |
| Deportes Quindío       | Fernando Castro    | Quindío            | Armenia      | Centenario                     | 29.000 |
| Deportes Tolima        | Hernán Torres      | Tolima             | Ibagué       | Manuel Murillo Toro            | 31.000 |
| Deportivo Cali         | Jorge Cruz         | Valle del Cauca    | Palmira      | Estadio Deportivo Cali         | 44.000 |
| Deportivo Pereira      | Julio Comesaña     | Risaralda          | Cartago      | Alfonso López                  | 7.000  |
| Envigado F. C.         | Pedro Sarmiento    | Antioquia          | Envigado     | Polideportivo Sur              | 12.000 |
| Indep. Medellín        | Víctor Luna        | Antioquia          | Medellín     | Atanasio Girardot              | 41.000 |
| Itagüí Ditaires        | Carlos Mario Hoyos | Antioquia          | Itagüí       | Metropolitano Ciudad de Itagüí | 12.000 |
| Atlético Junior        | Oscar Quintabani   | Atlántico          | Barranquilla | Metropolitano                  | 50.000 |
| La Equidad             | Alexis García      | Bogotá, D. C.      | Bogotá       | Metropolitano de Techo         | 10.000 |
| Millonarios            | Richard Páez       | Bogotá, D. C.      | Bogotá       | Nemesio Camacho El Campín      | 46.018 |
| Once Caldas            | Juan Carlos Osorio | Caldas             | Manizales    | Palogrande                     | 42.553 |
| Real Cartagena         | Hubert Bodhert     | Bolívar            | Magangué     | Diego de Carvajal              | 10.000 |
| Independiente Santa Fe | Néstor Otero       | Bogotá, D. C.      | Bogotá       | Nemesio Camacho El Campín      | 46.018 |

En cursiva los estadios alternos que los clubes utilizaron debido a las reformas por la Copa Mundial de Fútbol Sub-20 de 2011.

## Cambios de entrenadores

### Pretemporada
| Club              | Entrenador saliente   | Fecha de salida         | Reemplazado por         | Fecha de llegada        |
| ----------------- | --------------------- | ----------------------- | ----------------------- | ----------------------- |
| Junior            | Diego Edison Umaña    | 11 de noviembre de 2010 | Oscar Héctor Quintabani | 16 de noviembre de 2010 |
| Atlético Nacional | José Fernando Santa   | 7 de diciembre de 2010  | Santiago Escobar        | 24 de diciembre de 2010 |
| Itagüí Ditaires   | Álvaro de Jesús Gómez | 15 de diciembre de 2010 | Carlos Mario Hoyos      | 15 de diciembre de 2010 |

### Temporada
| Club                   | Entrenador saliente | Fecha de salida       | Reemplazado por        | Fecha de llegada    |
| ---------------------- | ------------------- | --------------------- | ---------------------- | ------------------- |
| Deportivo Cali         | Jaime de la Pava    | 27 de febrero de 2011 | Jorge Cruz             | 1 de marzo de 2011  |
| Santa Fe               | Néstor Otero        | 23 de marzo de 2011   | Arturo Boyacá          | 24 de marzo de 2011 |
| Deportivo Pereira      | Éinar Ángulo        | 17 de abril de 2011   | Julio Avelino Comesaña | 18 de abril de 2011 |
| Independiente Medellín | Édgar Carvajal      | 8 de abril de 2011    | Víctor Luna            | 8 de abril de 2011  |

## Todos contra todos

### Clasificación
| Pos | Equipo                 | Pts | PJ | G  | E | P  | GF | GC | Dif |
| --- | ---------------------- | --- | -- | -- | - | -- | -- | -- | --- |
| 1.  | Once Caldas            | 36  | 18 | 11 | 3 | 4  | 32 | 17 | 15  |
| 2.  | Deportes Tolima        | 34  | 18 | 10 | 4 | 4  | 35 | 21 | 14  |
| 3.  | Atlético Nacional      | 33  | 18 | 10 | 3 | 5  | 33 | 27 | 6   |
| 4.  | Envigado F. C.         | 32  | 18 | 8  | 8 | 2  | 30 | 21 | 9   |
| 5.  | La Equidad             | 29  | 18 | 8  | 5 | 5  | 23 | 14 | 9   |
| 6.  | Millonarios            | 28  | 18 | 8  | 4 | 6  | 31 | 23 | 8   |
| 7.  | Deportivo Cali         | 27  | 18 | 8  | 3 | 7  | 21 | 24 | -3  |
| 8.  | Cúcuta Deportivo       | 26  | 18 | 6  | 8 | 4  | 22 | 19 | 3   |
| 9.  | Boyacá Chicó           | 25  | 18 | 8  | 1 | 9  | 25 | 24 | 1   |
| 10. | Deportes Quindío       | 25  | 18 | 7  | 4 | 7  | 22 | 29 | -7  |
| 11. | Itagüi Ditaires        | 24  | 18 | 6  | 6 | 6  | 24 | 23 | 1   |
| 12. | América de Cali        | 24  | 18 | 7  | 3 | 8  | 23 | 25 | -2  |
| 13. | Real Cartagena         | 23  | 18 | 6  | 5 | 7  | 24 | 25 | -1  |
| 14. | Independiente Santa Fe | 21  | 18 | 5  | 6 | 7  | 18 | 22 | -4  |
| 15. | Atlético Junior        | 19  | 18 | 5  | 4 | 9  | 19 | 28 | -9  |
| 16. | Atlético Huila         | 17  | 18 | 4  | 5 | 9  | 25 | 36 | -11 |
| 17. | Independiente Medellín | 15  | 18 | 4  | 3 | 11 | 19 | 30 | -11 |
| 18. | Deportivo Pereira      | 8   | 18 | 1  | 5 | 12 | 16 | 34 | -18 |

 Pts=Puntos; PJ=Partidos jugados; G=Partidos ganados; E=Partidos empatados; P=Partidos perdidos; GF=Goles a favor; GC=Goles en contra; Dif=Diferencia de gol
|  | Clasificados a la fase final. |
|  | Eliminados.                   |

### Evolución de la clasificación
| Equipo / Jornada      | 01 | 02 | 03 | 04 | 05 | 06 | 07 | 08 | 09 | 10 | 11 | 12 | 13 | 14 | 15 | 16 | 17 | 18 |
| --------------------- | -- | -- | -- | -- | -- | -- | -- | -- | -- | -- | -- | -- | -- | -- | -- | -- | -- | -- |
| Once Caldas           | 8  | 3  | 1  | 1  | 1  | 1  | 1  | 1  | 1  | 1  | 1  | 4  | 3  | 2  | 1  | 1  | 1  | 1  |
| Deportes Tolima       | 7  | 10 | 6  | 4  | 4  | 8  | 10 | 2  | 2  | 2  | 2  | 6  | 5  | 5  | 2  | 2  | 2  | 2  |
| Atlético Nacional     | 13 | 14 | 9  | 9  | 5  | 3  | 2  | 3  | 3  | 3  | 4  | 2  | 1  | 1  | 4  | 4  | 3  | 3  |
| Envigado F. C.        | 3  | 4  | 7  | 10 | 6  | 4  | 5  | 6  | 7  | 5  | 5  | 3  | 6  | 3  | 3  | 3  | 4  | 4  |
| La Equidad (1)        | 10 | 6  | 8  | 11 | 7  | 10 | 6  | 8  | 5  | 6  | 6  | 5  | 2  | 4  | 6  | 6  | 6  | 5  |
| Millonarios           | 12 | 7  | 13 | 15 | 9  | 9  | 7  | 4  | 4  | 4  | 3  | 1  | 4  | 6  | 5  | 5  | 5  | 6  |
| Deportivo Cali (2)    | 14 | 18 | 18 | 18 | 16 | 17 | 17 | 17 | 15 | 16 | 15 | 16 | 10 | 9  | 10 | 11 | 11 | 7  |
| Cúcuta Deportivo      | 5  | 8  | 10 | 13 | 12 | 5  | 9  | 10 | 8  | 7  | 8  | 9  | 8  | 11 | 11 | 12 | 12 | 8  |
| Boyacá Chicó          | 9  | 15 | 16 | 12 | 15 | 11 | 14 | 11 | 12 | 9  | 9  | 10 | 12 | 12 | 12 | 10 | 7  | 9  |
| Dep. Quindío (2)      | 2  | 2  | 2  | 2  | 2  | 7  | 4  | 7  | 9  | 11 | 12 | 11 | 11 | 10 | 8  | 9  | 8  | 10 |
| Itagüí Ditaires       | 6  | 5  | 3  | 3  | 3  | 2  | 3  | 5  | 6  | 8  | 7  | 7  | 7  | 7  | 9  | 7  | 9  | 11 |
| América de Cali       | 18 | 13 | 14 | 8  | 14 | 15 | 11 | 12 | 13 | 10 | 10 | 8  | 9  | 8  | 7  | 8  | 10 | 12 |
| Real Cartagena        | 1  | 11 | 11 | 14 | 10 | 13 | 13 | 14 | 16 | 14 | 11 | 13 | 13 | 14 | 13 | 13 | 13 | 13 |
| Santa Fe (2)          | 16 | 17 | 17 | 16 | 18 | 16 | 16 | 16 | 17 | 17 | 17 | 17 | 16 | 13 | 14 | 15 | 14 | 14 |
| Junior (2)            | 17 | 12 | 12 | 6  | 13 | 15 | 15 | 15 | 11 | 13 | 16 | 12 | 14 | 15 | 15 | 16 | 16 | 15 |
| Atlético Huila        | 4  | 1  | 4  | 7  | 8  | 12 | 12 | 13 | 14 | 15 | 13 | 14 | 17 | 16 | 17 | 14 | 15 | 16 |
| Medellín              | 15 | 9  | 5  | 5  | 11 | 6  | 8  | 9  | 10 | 12 | 14 | 15 | 15 | 17 | 16 | 17 | 17 | 17 |
| Deportivo Pereira (1) | 11 | 16 | 15 | 17 | 17 | 18 | 18 | 18 | 18 | 18 | 18 | 18 | 18 | 18 | 18 | 18 | 18 | 18 |

Nota (1): Tuvo un partido pendiente en la 1a fecha.  

Nota (2): Tuvo un partido pendiente en la 2a fecha.  

### Resultados
- Los horarios corresponden a la hora de Colombia (UTC-5)

Nota: Los estadios de local están sujetos a modificación debido a las reformas previstas para la Copa Mundial de Fútbol Sub-20 de 2011. Los horarios y partidos de televisión se definen la semana previa a cada jornada.
| Real Cartagena    | 4 - 2 | Junior                 | Diego Carvajal      | 5 de febrero  | 15:30 | Telmex / Une |
| Deportes Tolima   | 1 - 0 | Independiente Santa Fe | Manuel Murillo Toro | 5 de febrero  | 18:30 | RCN          |
| Boyacá Chicó      | 1 - 1 | Once Caldas            | De La Independencia | 5 de febrero  | 20:30 | Telmex / Une |
| Millonarios       | 2 - 3 | Atlético Huila         | El Campín           | 6 de febrero  | 15:15 | Telmex / Une |
| Itagüí Ditaires   | 2 - 1 | Independiente Medellín | Ditaires            | 6 de febrero  | 15:30 | No           |
| Deportes Quindío  | 2 - 0 | América de Cali        | Centenario          | 6 de febrero  | 15:30 | No           |
| Deportivo Cali    | 1 - 2 | Cúcuta Deportivo       | Deportivo Cali      | 6 de febrero  | 15:30 | No           |
| Atlético Nacional | 2 - 3 | Envigado F.C.          | Atanasio Girardot   | 6 de febrero  | 17:00 | RCN          |
| Deportivo Pereira | 0 - 1 | La Equidad             | Alfonso López       | 17 de febrero | 14:00 | No           |

| Junior      | 1 - 0 | Tolima         | Metropolitano Roberto Meléndez | 11 de febrero | 21:00 | Telmex / Une |
| Equidad     | 1 - 1 | At. Nacional   | El Campín                      | 12 de febrero | 15:15 | Telmex / Une |
| Once Caldas | 2 - 0 | Cali           | Palogrande                     | 12 de febrero | 18:20 | RCN          |
| Santa Fe    | 0 - 1 | Quindío        | El Campín                      | 13 de febrero | 15:15 | No           |
| Envigado    | 2 - 2 | Itagüí         | Polideportivo Sur              | 13 de febrero | 15:30 | No           |
| América     | 3 - 2 | Pereira        | Francisco Rivera Escobar       | 13 de febrero | 15:30 | Telmex / Une |
| At. Huila   | 3 - 0 | Real Cartagena | Guillermo Plazas Alcid         | 13 de febrero | 15:30 | No           |
| Medellín    | 1 - 0 | Boyacá Chicó   | Atanasio Girardot              | 13 de febrero | 15:30 | No           |
| Cúcuta      | 0 - 1 | Millonarios    | General Santander              | 13 de febrero | 17:00 | RCN          |

| Tolima         | 3 - 1 | At. Huila   | Manuel Murillo Toro | 18 de febrero | 21:00 | Telmex / Une |
| Millonarios    | 0 - 2 | Once Caldas | El Campín           | 19 de febrero | 15:15 | Telmex / Une |
| At. Nacional   | 3 - 1 | América     | Atanasio Girardot   | 19 de febrero | 18:30 | RCN          |
| Boyacá Chicó   | 1 - 2 | Itagüí      | De La Independencia | 20 de febrero | 15:30 | No           |
| Real Cartagena | 1 - 1 | Cúcuta      | Diego Carvajal      | 20 de febrero | 15:30 | No           |
| Quindío        | 1 - 1 | Junior      | Centenario          | 20 de febrero | 15:30 | No           |
| Pereira        | 1 - 1 | Santa Fe    | Alfonso López       | 20 de febrero | 15:30 | Telmex / Une |
| Envigado       | 0 - 0 | Equidad     | Polideportivo Sur   | 20 de febrero | 15:30 | No           |
| Cali           | 0 - 2 | Medellín    | Deportivo Cali      | 20 de febrero | 17:00 | RCN          |

| América      | 2 - 1 | Envigado       | Francisco Rivera Escobar       | 26 de febrero | 15:15 | Telmex / Une |
| Medellín     | 3 - 3 | Millonarios    | Atanasio Girardot              | 26 de febrero | 18:30 | RCN          |
| Once Caldas  | 3 - 2 | Real Cartagena | Palogrande                     | 26 de febrero | 20:30 | Telmex / Une |
| Santa Fe     | 0 - 0 | At. Nacional   | El Campín                      | 27 de febrero | 15:15 | Telmex / Une |
| Itagüí       | 2 - 1 | Equidad        | Ditaires                       | 27 de febrero | 15:30 | No           |
| At. Huila    | 0 - 1 | Quindío        | Guillermo Plazas Alcid         | 27 de febrero | 15:30 | No           |
| Cúcuta       | 2 - 3 | Tolima         | General Santander              | 27 de febrero | 15:30 | No           |
| Boyacá Chicó | 2 - 0 | Cali           | De La Independencia            | 27 de febrero | 15:30 | No           |
| Junior       | 2 - 1 | Pereira        | Metropolitano Roberto Meléndez | 27 de febrero | 17:00 | RCN          |

| Envigado       | 3 - 1 | Santa Fe     | Polideportivo Sur   | 4 de marzo | 21:00 | Telmex / Une |
| Millonarios    | 3 - 1 | Boyacá Chicó | El Campín           | 5 de marzo | 15:15 | Telmex / Une |
| At. Nacional   | 4 - 1 | Junior       | Atanasio Girardot   | 5 de marzo | 18:30 | RCN          |
| Equidad        | 1 - 0 | América      | El Campín           | 6 de marzo | 15:15 | No           |
| Cali           | 1 - 0 | Itagüí       | Deportivo Cali      | 6 de marzo | 15:30 | No           |
| Real Cartagena | 2 - 0 | Medellín     | Diego Carvajal      | 6 de marzo | 15:30 | Telmex / Une |
| Quindío        | 0 - 1 | Cúcuta       | Centenario          | 6 de marzo | 15:30 | No           |
| Pereira        | 0 - 0 | At. Huila    | Alfonso López       | 6 de marzo | 15:30 | No           |
| Tolima         | 1 - 3 | Once Caldas  | Manuel Murillo Toro | 6 de marzo | 17:00 | RCN          |

| Santa Fe     | 1 - 0 | Equidad        | El Campín                      | 12 de marzo | 15:15 | Telmex / Une |
| Cali         | 0 - 0 | Millonarios    | Deportivo Cali                 | 12 de marzo | 18:30 | RCN          |
| Once Caldas  | 5 - 1 | Quindío        | Palogrande                     | 12 de marzo | 20:30 | No           |
| Medellín     | 3 - 1 | Tolima         | Atanasio Girardot              | 12 de marzo | 20:30 | Telmex / Une |
| Itagüí       | 1 - 0 | América        | Ditaires                       | 13 de marzo | 15:30 | Telmex / Une |
| Junior       | 1 - 2 | Envigado       | Metropolitano Roberto Meléndez | 13 de marzo | 15:30 | No           |
| Cúcuta       | 4 - 0 | Pereira        | General Santander              | 13 de marzo | 15:30 | Une          |
| Boyacá Chicó | 3 - 0 | Real Cartagena | De La Independencia            | 13 de marzo | 15:30 | No           |
| At. Huila    | 1 - 3 | At. Nacional   | Guillermo Plazas Alcid         | 13 de marzo | 17:00 | RCN          |

| Once Caldas    | 2 - 0 | Pereira      | Palogrande               | 18 de marzo | 21:00 | Telmex / Une |
| Millonarios    | 2 - 1 | Itagüí       | El Campín                | 19 de marzo | 15:15 | Telmex / Une |
| Quindío        | 2 - 1 | Medellín     | Centenario               | 19 de marzo | 15:30 | Une          |
| At. Nacional   | 3 - 0 | Cúcuta       | Atanasio Girardot        | 19 de marzo | 18:30 | RCN          |
| Equidad        | 3 - 0 | Junior       | Alfonso López (UN)       | 20 de marzo | 15:15 | No           |
| Real Cartagena | 1 - 1 | Cali         | Diego Carvajal           | 20 de marzo | 15:30 | No           |
| Tolima         | 3 - 1 | Boyacá Chicó | Manuel Murillo Toro      | 20 de marzo | 15:30 | No           |
| América        | 2 - 0 | Santa Fe     | Francisco Rivera Escobar | 20 de marzo | 15:30 | RCN          |
| Envigado       | 1 - 1 | At. Huila    | Polideportivo Sur        | 20 de marzo | 17:00 | Telmex / Une |

| Itagüí       | 2 - 2 | Santa Fe       | Ditaires                       | 26 de marzo | 15:15 | Telmex / Une |
| Junior       | 1 - 1 | América        | Metropolitano Roberto Meléndez | 26 de marzo | 18:30 | RCN          |
| Cali         | 0 - 2 | Tolima         | Deportivo Cali                 | 26 de marzo | 20:30 | Telmex / Une |
| Medellín     | 2 - 2 | Pereira        | Atanasio Girardot              | 27 de marzo | 15:15 | Une          |
| Millonarios  | 3 - 0 | Real Cartagena | El Campín                      | 27 de marzo | 15:15 | RCN          |
| At. Huila    | 1 - 1 | Equidad        | Guillermo Plazas Alcid         | 27 de marzo | 15:30 | No           |
| Cúcuta       | 1 - 1 | Envigado       | General Santander              | 27 de marzo | 15:30 | No           |
| Boyacá Chicó | 2 - 1 | Quindío        | De La Independencia            | 27 de marzo | 15:30 | No           |
| Once Caldas  | 3 - 1 | At. Nacional   | Palogrande                     | 27 de marzo | 17:00 | Telmex / Une |

| Medellín  | 2 - 3 | At. Nacional   | Atanasio Girardot              | 2 de abril | 15:15 | Telmex / Une |
| América   | 2 - 3 | Cali           | Doce de Octubre                | 2 de abril | 18:30 | RCN          |
| Junior    | 2 - 0 | Real Cartagena | Metropolitano Roberto Meléndez | 2 de abril | 20:30 | Telmex / Une |
| Equidad   | 2 - 0 | Boyacá Chicó   | Alfonso López (UN)             | 3 de abril | 15:15 | No           |
| Santa Fe  | 0 - 2 | Millonarios    | El Campín                      | 3 de abril | 15:15 | RCN          |
| Cúcuta    | 2 - 0 | Quindío        | General Santander              | 3 de abril | 15:30 | No           |
| Pereira   | 1 - 0 | Once Caldas    | Alfonso López                  | 3 de abril | 15:30 | No           |
| Itagüí    | 1 - 1 | Envigado       | Ditaires                       | 3 de abril | 15:30 | No           |
| At. Huila | 4 - 7 | Tolima         | Guillermo Plazas Alcid         | 3 de abril | 17:00 | Telmex / Une |

| At. Nacional   | 1 - 0 | Medellín     | Atanasio Girardot        | 6 de abril  | 15:15 | Telmex / Une |
| Equidad        | 1 - 1 | Cúcuta       | Alfonso López (UN)       | 6 de abril  | 15:15 | No           |
| Real Cartagena | 2 - 0 | Itagüí       | Diego Carvajal           | 6 de abril  | 15:30 | No           |
| Pereira        | 0 - 1 | Boyacá Chicó | Alfonso López            | 6 de abril  | 15:30 | No           |
| América        | 2 - 1 | At. Huila    | Francisco Rivera Escobar | 6 de abril  | 15:30 | No           |
| Envigado       | 2 - 1 | Once Caldas  | General Santander        | 6 de abril  | 17:30 | Telmex / Une |
| Tolima         | 1 - 0 | Millonarios  | Manuel Murillo Toro      | 6 de abril  | 20:00 | Telmex / Une |
| Quindío        | 0 - 1 | Cali         | Centenario               | 20 de abril | 15:30 | No           |
| Santa Fe       | 2 - 0 | Junior       | Metropolitano de Techo   | 20 de abril | 21:00 | Telmex / Une |

| Millonarios    | 5 - 0 | Quindío      | El Campín              | 9 de abril  | 15:15 | Telmex / Une |
| Real Cartagena | 2 - 1 | Tolima       | Diego Carvajal         | 9 de abril  | 15:30 | No           |
| Boyacá Chicó   | 2 - 1 | At. Nacional | De La Independencia    | 9 de abril  | 18:30 | RCN          |
| Cali           | 2 - 1 | Pereira      | Deportivo Cali         | 9 de abril  | 20:30 | Telmex / Une |
| Medellín       | 1 - 2 | Envigado     | Atanasio Girardot      | 10 de abril | 15:15 | Une          |
| Itagüí         | 3 - 0 | Junior       | Ditaires               | 10 de abril | 15:30 | No           |
| At. Huila      | 2 - 0 | Santa Fe     | Guillermo Plazas Alcid | 10 de abril | 15:30 | No           |
| Once Caldas    | 0 - 1 | Equidad      | Palogrande             | 10 de abril | 15:30 | Telmex / Une |
| Cúcuta         | 0 - 0 | América      | General Santander      | 10 de abril | 17:00 | RCN          |

| Equidad      | 5 - 0 | Medellín       | Metropolitano de Techo         | 15 de abril | 21:00 | No           |
| América      | 2 - 1 | Once Caldas    | Francisco Rivera Escobar       | 16 de abril | 15:30 | Telmex / Une |
| Santa Fe     | 3 - 1 | Cúcuta         | Metropolitano de Techo         | 16 de abril | 18:30 | RCN          |
| At. Nacional | 2 - 1 | Cali           | Atanasio Girardot              | 17 de abril | 15:15 | Telmex / Une |
| Tolima       | 0 - 0 | Itagüí         | Manuel Murillo Toro            | 17 de abril | 15:30 | No           |
| Quindío      | 2 - 1 | Real Cartagena | Centenario                     | 17 de abril | 15:30 | No           |
| Pereira      | 1 - 2 | Millonarios    | Alfonso López                  | 17 de abril | 15:30 | RCN          |
| Envigado     | 2 - 1 | Boyacá Chicó   | Polideportivo Sur              | 17 de abril | 15:30 | No           |
| Junior       | 3 - 0 | At. Huila      | Metropolitano Roberto Meléndez | 17 de abril | 17:00 | Telmex / Une |

| Medellín       | 1 - 0 | América      | Atanasio Girardot   | 23 de abril | 16:00 | RCN          |
| Cúcuta         | 0 - 0 | Junior       | General Santander   | 23 de abril | 18:15 | Telmex / Une |
| Cali           | 3 - 2 | Envigado     | Deportivo Cali      | 23 de abril | 20:30 | Telmex / Une |
| Millonarios    | 1 - 2 | At. Nacional | El Campín           | 24 de abril | 15:15 | RCN          |
| Real Cartagena | 2 - 2 | Pereira      | Diego Carvajal      | 24 de abril | 15:15 | No           |
| Itagüí         | 3 - 3 | At. Huila    | Ditaires            | 24 de abril | 15:30 | No           |
| Boyacá Chicó   | 1 - 2 | Equidad      | De La Independencia | 24 de abril | 15:30 | No           |
| Tolima         | 0 - 0 | Quindío      | Manuel Murillo Toro | 24 de abril | 15:30 | No           |
| Once Caldas    | 2 - 2 | Santa Fe     | Palogrande          | 24 de abril | 17:00 | Telmex / Une |

| Pereira      | 2 - 2 | Tolima         | Alfonso López                  | 30 de abril | 15:15 | Telmex / Une |
| América      | 2 - 1 | Boyacá Chicó   | Francisco Rivera Escobar       | 30 de abril | 15:15 | Telmex / Une |
| Envigado     | 2 - 0 | Millonarios    | Polideportivo Sur              | 30 de abril | 18:30 | RCN          |
| Equidad      | 1 - 2 | Cali           | Metropolitano de Techo         | 30 de abril | 20:45 | Telmex / Une |
| Junior       | 1 - 2 | Once Caldas    | Metropolitano Roberto Meléndez | 30 de abril | 20:45 | Telmex / Une |
| Quindío      | 2 - 1 | Itagüí         | Centenario                     | 1 de mayo   | 14:00 | Telmex / Une |
| At. Nacional | 0 - 3 | Real Cartagena | Polideportivo Sur              | 1 de mayo   | 15:00 | Telmex / Une |
| Santa Fe     | 1 - 0 | Medellín       | Metropolitano de Techo         | 1 de mayo   | 17:00 | RCN          |
| At. Huila    | 1 - 1 | Cúcuta         | Guillermo Plazas Alcid         | 1 de mayo   | 17:00 | Telmex / Une |

| Itagüí         | 1 - 1 | Cúcuta       | Ditaires                | 7 de mayo | 15:15 | Telmex / Une |
| Medellín       | 0 - 0 | Junior       | Los Búcaros             | 7 de mayo | 15:15 | Telmex / Une |
| Real Cartagena | 1 - 1 | Envigado     | Diego Carvajal          | 7 de mayo | 15:15 | Telmex / Une |
| Cali           | 0 - 3 | América      | Deportivo Cali          | 7 de mayo | 18:30 | RCN          |
| Tolima         | 5 - 0 | At. Nacional | Manuel Murillo Toro     | 7 de mayo | 20:30 | Telmex / Une |
| Boyacá Chicó   | 3 - 2 | Santa Fe     | De La Independencia     | 8 de mayo | 15:00 | Telmex / Une |
| Quindío        | 4 - 3 | Pereira      | Centenario              | 8 de mayo | 15:00 | Telmex / Une |
| Once Caldas    | 2 - 1 | At. Huila    | Palogrande              | 8 de mayo | 17:00 | Telmex / Une |
| Millonarios    | 3 - 2 | Equidad      | Luis Antonio Duque Peña | 8 de mayo | 17:00 | RCN          |

| Pereira      | 0 - 2 | Itagüí         | Alfonso López                  | 11 de mayo | 15:15 | Telmex / Une |
| At. Nacional | 2 - 2 | Quindío        | Ditaires                       | 11 de mayo | 15:15 | Telmex / Une |
| Envigado     | 0 - 0 | Tolima         | Polideportivo Sur              | 11 de mayo | 20:45 | Telmex / Une |
| Equidad      | 0 - 0 | Real Cartagena | Metropolitano de Techo         | 11 de mayo | 20:45 | Telmex / Une |
| Junior       | 1 - 2 | Boyacá Chicó   | Metropolitano Roberto Meléndez | 11 de mayo | 20:45 | No           |
| At. Huila    | 2 - 0 | Medellín       | Guillermo Plazas Alcid         | 11 de mayo | 20:45 | No           |
| América      | 1 - 1 | Millonarios    | Francisco Rivera Escobar       | 12 de mayo | 15:00 | Telmex / Une |
| Santa Fe     | 1 - 1 | Cali           | Metropolitano de Techo         | 12 de mayo | 20:45 | Telmex / Une |
| Cúcuta       | 1 - 1 | Once Caldas    | General Santander              | 12 de mayo | 20:45 | Telmex / Une |

| Itagüí         | 0 - 1 | Once Caldas  | Ditaires            | 14 de mayo | 15:15 | Telmex / Une |
| Boyacá Chicó   | 3 - 0 | At. Huila    | De La Independencia | 14 de mayo | 15:15 | Telmex / Une |
| Pereira        | 0 - 2 | At. Nacional | Alfonso López       | 14 de mayo | 15:15 | RCN          |
| Tolima         | 2 - 0 | Equidad      | Manuel Murillo Toro | 14 de mayo | 20:00 | Telmex / Une |
| Medellín       | 2 - 3 | Cúcuta       | Los Búcaros         | 15 de mayo | 14:30 | Telmex / Une |
| Millonarios    | 1 - 1 | Santa Fe     | El Campín           | 15 de mayo | 14:30 | RCN          |
| Real Cartagena | 3 - 0 | América      | Diego Carvajal      | 15 de mayo | 14:30 | Telmex / Une |
| Quindío        | 3 - 3 | Envigado     | Centenario          | 15 de mayo | 14:30 | Telmex / Une |
| Cali           | 1 - 0 | Junior       | Deportivo Cali      | 15 de mayo | 17:00 | Telmex / Une |

| At. Nacional | 3 - 1 | Itagüí         | Sede Atlético Nacional         | 22 de mayo | 15:15 | Telmex / Une |
| Envigado     | 2 - 0 | Pereira        | Polideportivo Sur              | 22 de mayo | 15:15 | No           |
| Equidad      | 1 - 0 | Quindío        | Metropolitano de Techo         | 22 de mayo | 15:15 | Telmex / Une |
| América      | 2 - 3 | Tolima         | Francisco Rivera Escobar       | 22 de mayo | 15:15 | RCN          |
| Santa Fe     | 1 - 0 | Real Cartagena | Luis Carlos Galán              | 22 de mayo | 15:15 | Telmex / Une |
| At. Huila    | 1 - 4 | Cali           | Guillermo Plazas Alcid         | 22 de mayo | 15:15 | No           |
| Junior       | 3 - 2 | Millonarios    | Metropolitano Roberto Meléndez | 22 de mayo | 15:15 | Telmex / Une |
| Cúcuta       | 1 - 0 | Boyacá Chicó   | General Santander              | 22 de mayo | 15:15 | Telmex / Une |
| Once Caldas  | 1 - 0 | Medellín       | Palogrande                     | 22 de mayo | 15:15 | No           |

## Fase final
|  | Cuartos de final            | Cuartos de final            | Cuartos de final            |   |                   | Semifinales    | Semifinales    | Semifinales    |  |  | Final            | Final            | Final            |
|  | 25, 26, 28, 29 y 31 de mayo | 25, 26, 28, 29 y 31 de mayo | 25, 26, 28, 29 y 31 de mayo |   |                   | 5 y 8 de junio | 5 y 8 de junio | 5 y 8 de junio |  |  | 12 y 18 de junio | 12 y 18 de junio | 12 y 18 de junio |
|  |                             |                             |                             |   |                   |                |                |                |  |  |                  |                  |                  |
|  | Once Caldas                 | 0                           | 1 (4)                       |   |                   |                |                |                |  |  |                  |                  |                  |
|  | Millonarios (p)             | 1                           | 0 (5)                       |   |                   |                |                |                |  |  |                  |                  |                  |
|  | Millonarios (p)             | 1                           | 0 (5)                       |   | Millonarios       | 2              | 1              |                |  |  |                  |                  |                  |
|  |                             |                             |                             |   | Millonarios       | 2              | 1              |                |  |  |                  |                  |                  |
|  |                             | La Equidad                  | 2                           | 2 |                   |                |                |                |  |  |                  |                  |                  |
|  | La Equidad                  | La Equidad                  | 2                           | 2 | 1                 | 1              |                |                |  |  |                  |                  |                  |
|  | La Equidad                  |                             |                             |   | 1                 | 1              |                |                |  |  |                  |                  |                  |
|  | Envigado F. C.              | 0                           | 1                           |   |                   |                |                |                |  |  |                  |                  |                  |
|  |                             |                             |                             |   |                   |                |                |                |  |  | La Equidad       | 2                | 1 (2)            |
|  |                             |                             | Atlético Nacional (p)       | 1 | 2 (3)             |                |                |                |  |  |                  |                  |                  |
|  | Deportivo Cali              | 1                           | 1 (1)                       |   |                   |                |                |                |  |  |                  |                  |                  |
|  | Atlético Nacional (p)       | 0                           | 2 (4)                       |   |                   |                |                |                |  |  |                  |                  |                  |
|  | Atlético Nacional (p)       | 0                           | 2 (4)                       |   | Atlético Nacional | 3              | 0              |                |  |  |                  |                  |                  |
|  |                             |                             |                             |   | Atlético Nacional | 3              | 0              |                |  |  |                  |                  |                  |
|  |                             | Deportes Tolima             | 1                           | 1 |                   |                |                |                |  |  |                  |                  |                  |
|  | Cúcuta Deportivo            | Deportes Tolima             | 1                           | 1 | 1                 | 1              |                |                |  |  |                  |                  |                  |
|  | Cúcuta Deportivo            |                             |                             |   | 1                 | 1              |                |                |  |  |                  |                  |                  |
|  | Deportes Tolima             | 3                           | 1                           |   |                   |                |                |                |  |  |                  |                  |                  |

### Cuartos de final
| 26 de mayo de 2011, 20:45 | Millonarios | 1:0 (1:0) | Once Caldas | Estadio El Campín, Bogotá |                          |
|                           | Candelo 19' | Reporte   |             | Árbitro(s): Imer Machado  | Árbitro(s): Imer Machado |

| 29 de mayo de 2011, 17:00 | Once Caldas                                               | 1:0 (1:0) (4:5 p.)         | Millonarios                                                | Estadio Palogrande, Manizales |                           |
|                           | Rentería 20'                                              | Reporte                    |                                                            | Árbitro(s): Wilmar Roldán     | Árbitro(s): Wilmar Roldán |
|                           |                                                           | Tiros desde el punto penal |                                                            |                               |                           |
|                           | Núñez · Carbonero · Pajoy · Rentería · Moreno · Henríquez |                            | Candelo · Ramos · Preciado · Toloza · Domínguez · Tancredi |                               |                           |

| 26 de mayo de 2011, 18:30 | La Equidad | 1:0 (0:0) | Envigado F. C. | Estadio Metrop. de Techo, Bogotá |                          |
|                           | Araújo 80' | Reporte   |                | Árbitro(s): Luis Sánchez         | Árbitro(s): Luis Sánchez |

| 29 de mayo de 2011, 15:00 | Envigado F. C. | 1:1 (1:1) | La Equidad   | Estadio Polideportivo Sur, Envigado |                                |
|                           | Serna 44'      | Reporte   | Mosquera 45' | Árbitro(s): Héctor Jairo Parra      | Árbitro(s): Héctor Jairo Parra |

| 25 de mayo de 2011, 20:45 | Cúcuta Deportivo  | 1:3 (0:1) | Deportes Tolima                         | Estadio General Santander, Cúcuta |                          |
|                           | Millán 47' (pen.) | Reporte   | Santoya 35' · Hurtado 59' · Marrugo 66' | Árbitro(s): Adrián Vélez          | Árbitro(s): Adrián Vélez |

| 28 de mayo de 2011, 17:00 | Deportes Tolima | 1:1 (0:1) | Cúcuta Deportivo | Estadio Manuel Murillo Toro, Ibagué |                          |
|                           | Parra 90+3'     | Reporte   | Malano 1'        | Árbitro(s): Jorge Sierra            | Árbitro(s): Jorge Sierra |

| 25 de mayo de 2011, 19:00 | Deportivo Cali | 1:0 (1:0) | Atlético Nacional | Estadio Deportivo Cali, Palmira |                              |
|                           | Belalcázar 38' | Reporte   |                   | Árbitro(s): Wilson Lamouroux    | Árbitro(s): Wilson Lamouroux |

| 31 de mayo de 2011, 21:00 | Atlético Nacional                   | 2:1 (1:0) (4:1 p.)         | Deportivo Cali                     | Estadio General Santander, Cúcuta |                               |
|                           | Pabón 15' · Palomino 89'            | Reporte                    | J. Martínez 58'                    | Árbitro(s): Francisco Peñuela     | Árbitro(s): Francisco Peñuela |
|                           |                                     | Tiros desde el punto penal |                                    |                                   |                               |
|                           | Pabón · Rentería · Aguilar · Patiño |                            | G. Martínez · D. Álvarez · Cuéllar |                                   |                               |

### Semifinales
| 5 de junio de 2011, 17:00 | Millonarios                         | 2:2 (1:1) | La Equidad                   | Estadio El Campín, Bogotá |                        |
|                           | Rodríguez 41' · Toloza 90+5' (pen.) | Reporte   | Polo 18' (pen.) · Araújo 73' | Árbitro(s): Óscar Ruiz    | Árbitro(s): Óscar Ruiz |

| 8 de junio de 2011, 19:15 | La Equidad     | 2:1 (0:0) | Millonarios | Estadio Metrop. de Techo, Bogotá |                          |
|                           | Cosme 49', 80' | Reporte   | Toloza 86'  | Árbitro(s): Adrián Vélez         | Árbitro(s): Adrián Vélez |

| 5 de junio de 2011, 15:00 | Atlético Nacional             | 3:1 (1:0) | Deportes Tolima | Estadio Atanasio Girardot, Medellín |                          |
|                           | Pabón 17', 49' · Palomino 85' | Reporte   | Parra 52'       | Árbitro(s): Luis Sánchez            | Árbitro(s): Luis Sánchez |

| 8 de junio de 2011, 17:00 | Deportes Tolima   | 1:0 (1:0) | Atlético Nacional | Estadio Manuel Murillo Toro, Ibagué |                               |
|                           | Bustos 41' (pen.) | Reporte   |                   | Árbitro(s): Francisco Peñuela       | Árbitro(s): Francisco Peñuela |

### Final
| 12 de junio de 2011, 17:00 | La Equidad            | 2:1 (1:1) | Atlético Nacional | Estadio Metrop. de Techo, Bogotá                         |                                                          |
|                            | Núnez 44' · Rivas 62' | Reporte   | Rentería 6'       | Asistencia: 7.800 espectadores Árbitro(s): Albert Duarte | Asistencia: 7.800 espectadores Árbitro(s): Albert Duarte |

| 18 de junio de 2011, 18:30 | Atlético Nacional                   | 2:1 (1:0) (3:2 p.)         | La Equidad                               | Estadio Atanasio Girardot, Medellín                      |                                                          |
|                            | Pabón 43' · Rentería 79'            | Reporte                    | Polo 90+2'                               | Asistencia: 44.537 espectadores Árbitro(s): Imer Machado | Asistencia: 44.537 espectadores Árbitro(s): Imer Machado |
|                            |                                     | Tiros desde el punto penal |                                          |                                                          |                                                          |
|                            | Pabón · Torres · Aguilar · Patiño · |                            | Polo · Cosme · Mosquera · Yanes · Araújo |                                                          |                                                          |

|                                       |
| Bandera de Colombia                   |
| Campeón Atlético Nacional 11.º título |

## Goleadores
- Actualizado el 19 de junio de 2011.[19][20]

| Jugador                | Equipo                 | Goles | Jugada | Cabeza | Tiro L. | Penal |
| ---------------------- | ---------------------- | ----- | ------ | ------ | ------- | ----- |
| Carlos Rentería        | Atlético Nacional      | 12    | 11     | 1      | 0       | 0     |
| Edison Toloza          | Millonarios            | 11    | 7      | 2      | 1       | 1     |
| Wason Rentería         | Once Caldas            | 10    | 8      | 1      | 0       | 0     |
| Dorlan Pabón           | Atlético Nacional      | 10    | 9      | 0      | 0       | 1     |
| Wilder Medina          | Deportes Tolima        | 9     | 7      | 0      | 0       | 2     |
| Diego Álvarez          | Deportivo Cali         | 8     | 6      | 2      | 0       | 0     |
| Néider Morantes        | Envigado F. C.         | 8     | 2      | 1      | 1       | 4     |
| Carlos Bacca           | Junior                 | 8     | 5      | 1      | 0       | 2     |
| Emanuel Molina         | Real Cartagena         | 6     | 3      | 1      | 2       | 0     |
| Luis Fernando Mosquera | Independiente Medellín | 6     | 2      | 0      | 1       | 3     |